# Sebastian Henckel von Donnersmarck
Sebastian Maria Carl Josef Wolfgang Graf Henckel von Donnersmarck (* 8. Mai 1972 in Köln) ist ein deutscher Filmregisseur, Drehbuchautor und Filmproduzent.

## Leben
Sebastian Henckel von Donnersmarck gehört der älteren Linie des Hauses Henckel von Donnersmarck an. 1997 drehte er zusammen mit seinem Bruder Florian Henckel von Donnersmarck seinen ersten Kurzfilm.

## Filmografie
- 1997: Mitternacht, Kurzfilm;  (s/w, Regie, Drehbuch, Produktion)
- 1998: Das Datum, Kurzfilm (Regie, Produktion)
- 2002: Der Templer; Kurzfilm (Regie, Drehbuch)
- 2003: Shocking Shorts; Kurzfilm (Regie)
- 2010: Augustinus; Fernsehfilm (Drehbuch)

## Auszeichnungen
- 2002: Gewinner des Eastman Förderpreises für Nachwuchstalente – zusammen mit Florian Henckel von Donnersmarck für Der Templer, Internationale Hofer Filmtage[2]
- 2003: Friedrich-Wilhelm-Murnau-Award zusammen mit Florian Henckel von Donnersmarck für Der Templer[3]